# Нишский договор (1739)
Нишский договор (серб. Нишки споразум, тур. Niş Antlaşması) или Нишская конвенция — мирный договор, заключённый 3 октября 1739 между Российской и Османской империями и шедший в дополнение к Белградскому мирному договору, завершившему русско-турецкую войну 1735—1739 годов.

## Содержание
Русско-турецкая война должна была помочь России выйти к Чёрному морю, однако все успехи русских войск в сражениях против Турции и Крымского ханства были нивелированы поражениями войск Габсбургской монархии. Вследствие этого 18 (29) сентября 1739 года в Белграде был подписан Белградский мирный договор. Согласно Белградскому миру, Австрия потеряла Северную Сербию, Северную Боснию и Олтению, уступив её Турции. 
В дополнение к Белградскому мирному договору была подписана так называемая Нишская конвенция, по которой Россия выводила свои войска с занятых территорий Крымского ханства и отказываясь от претензий на Крым и Молдову, но получила Азов и небольшие земли в Запорожье. Россия не добилась права иметь военный флот в Чёрном и Азовском морях и особых прав для своих купцов в Чёрном море.
Турецкий султан признал австрийского императора защитником всех христиан, подданных Османской империи, хотя Россия пыталась также получить это право.